# Muntiacinae
Sous-famille
Cette sous-famille est composée de deux genres : 
- Elaphodus
- Muntiacus - muntjacs

Les analyses phylogénétiques confirment la pertinence de ce clade mais plaident pour le positionner comme une tribu des Muntiacini dans la sous-famille des Cervinae.